# Beredskapstroppen
Beredskapstroppen (BT; norwegisch für Notfalleinheit), Rufzeichen Delta, ist die Spezialeinheit der norwegischen Polizei mit Sitz in Oslo. Die Einheit ist – einschließlich der Ölbohrinseln in der Nordsee – für das ganze Land zuständig und auf Geiselbefreiung, hochriskante Festnahmen und Terrorabwehr sowohl im Inland als auch im Ausland spezialisiert. Sie rekrutiert sich aus Kräften der norwegischen Polizei. 
Beredskapstroppen lässt sich mit dem Hostage Rescue Team aus den USA sowie der GSG 9 der Bundespolizei vergleichen. Die Einheit ist neben den regulären Polizeiwaffen mit Scharfschützengewehren und Sturmgewehren und zusätzlicher Schutzausrüstung ausgestattet.
Neben den gewöhnlichen Tätigkeiten im Polizeivollzugsdienst im Polizeidistrikt Oslo wird viel Zeit in Ausbildung investiert. Die Einheit trainiert häufig Close Quarters Battle auf der Militärbasis Rena nahe Rena, auf der sich ein kleines nachgebildetes Dorf mit Häuserzeilen befindet, in dem das Telemark-Bataillon und andere Spezialeinheiten der norwegischen Streitkräfte übt.

## Geschichte
Beredskapstroppen wurde 1975 als Ersatz für die ehemaligen „Østlandstroppen“ aufgestellt. Ursprünglich war angedacht, die Einheit im ganzen Land zu dislozieren. Später versammelte sich die komplette Mannschaft in Oslo, wurde am 11. Januar 1976 gegründet und für einsatzbereit erklärt.
Der Grund für die Bildung war das verstärkte Auftreten von Kriminalität in Norwegen und im Ausland. Jugendunruhen, Entführungen und Geiselnahmen waren einige der wichtigsten Gründe. Ein wichtiges Beispiel hierfür war die Geiselnahme von München während der Olympischen Spiele im Sommer 1972. Sie kooperiert mit dem Atlas-Verbund.

## Einsätze
Laut dem Internetauftritt der Einheit führt Delta durchschnittlich eine bewaffnete Operation pro Tag durch. Im Jahr 2004 etwa gab es 422 bewaffnete Einsätze, dabei wurde nur zweimal von den Schusswaffen Gebrauch gemacht.
Einer der dramatischsten Einsätze der Beredskapstroppen war das Geiseldrama am 29. September 1994 am Flughafen Torp, bei dem zwei Verbrecher ein älteres Paar und zwei Polizisten als Geisel nahmen. Am Ende der zwei Tage andauernden Geiselnahme führte Beredskapstroppen eine Rettungsaktion durch, bei der alle Geiseln gerettet wurden. Bei diesem Einsatz wurde einer der Geiselnehmer getötet, der andere verhaftet.
Seit 1999 wurden Mitglieder der Einheit mehrmals in der multinationalen Polizeieinheit Team 6 eingesetzt. Team 6 dient als Spezialeinheit der UNMIK zur Verbrechensbekämpfung im Kosovo. Die Hauptaufgabe besteht dabei aus der Verhaftung von Kriegsverbrechern. Laut einem Bericht der Delta-Mitglieder rettete Team 6 bei einer Mission 50 bis 60 Personen vor aufgebrachten Albanern, während Granaten und Kugeln über ihre Köpfe hinwegflogen. Dieser Vorfall war eine Rettungsaktion von UN-Personal, das in einem Gebäude eingeschlossen war. Team 6 wurde während dieser Mission und im Zeitraum zwischen Januar bis Juli 2004 von einem norwegischen Mitglied von Beredskapstroppen befehligt. Seit der Gründung von Team 6 war zu jedem Zeitpunkt Personal von Beredskapstroppen in der multinationalen Spezialeinheit eingesetzt.
Nach dem fatalen Raubüberfall auf die NOKAS Sicherheitsfirma im April 2004 verhaftete Beredskapstroppen zahlreiche Verdächtige, die bei diesem Raub beteiligt waren.
Seit Oktober 2006 konzentrierte Delta ihre Operationen gegen Bandenkriminalität in der Hauptstadt Oslo. Bei diesen Operationen liegt der Schwerpunkt auf der Verhaftung von Kriminellen und der Beschlagnahmung von durch die Banden genutzte illegale Waffen wie AK-47 und AG-3.
Beredskapstroppen beteiligte sich an der Sicherung von Oslo bei den Anschlägen in Norwegen am 22. Juli 2011 und nahm den Attentäter des Massenmords, Anders Behring Breivik, auf der Insel Utøya bei Oslo fest. Die Einheit hatte Schwierigkeiten, auf die Insel zu gelangen, weil ihr kein Boot zur Verfügung stand.

## Ausrüstung

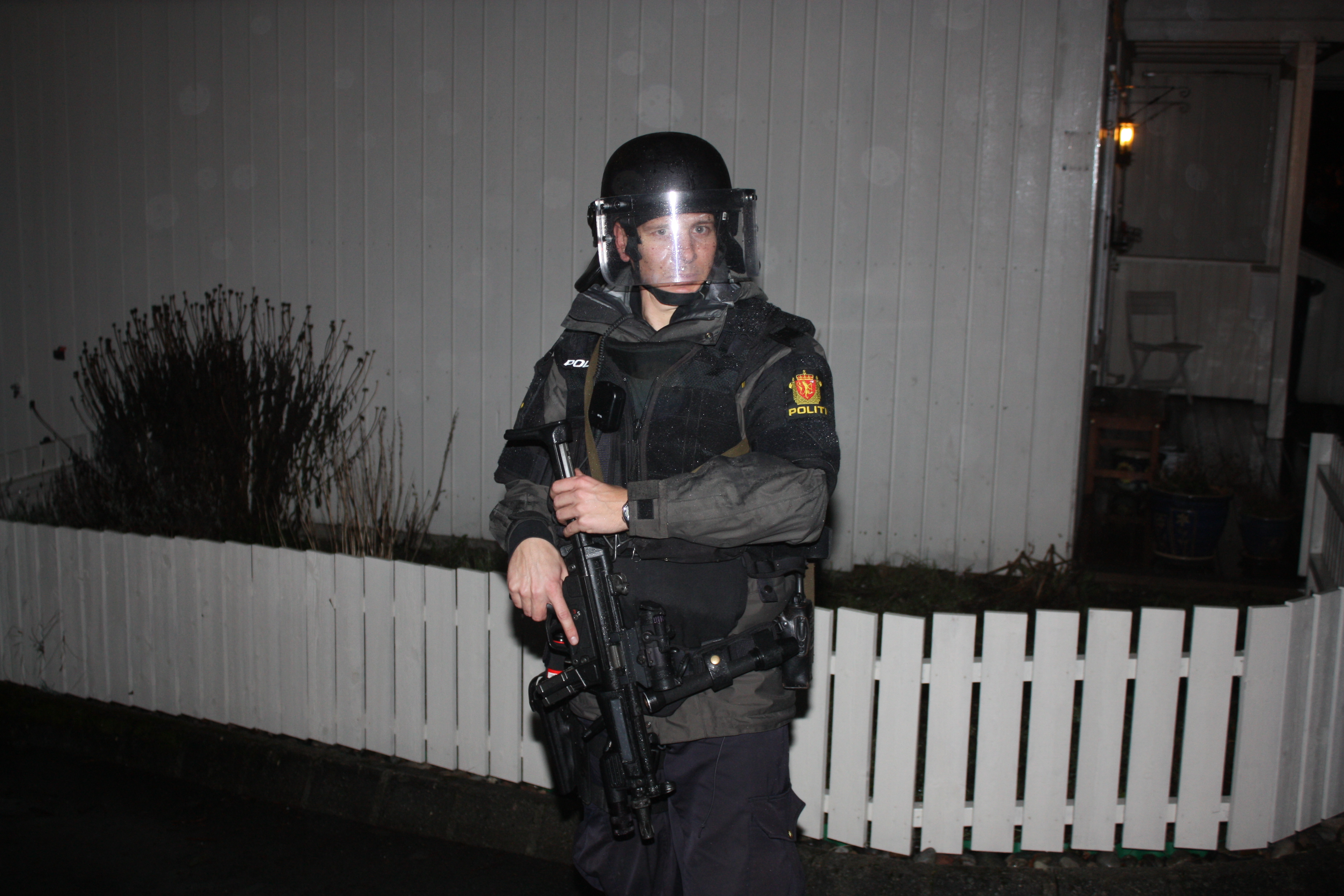
Bewaffneter Polizist mit einer MP5

### Waffen
Mitglieder der Beredskapstroppen werden an verschiedenen Arten von Waffen trainiert, nutzen jedoch die modifizierte Heckler & Koch MP5 als Standardwaffe. Sie gehört neben der HK P30L V1 zur Bewaffnung der regulären Polizeikräfte in Norwegen.
| Hersteller     | Herkunft               | Typ                           | Waffe        |
| -------------- | ---------------------- | ----------------------------- | ------------ |
| Heckler & Koch | Deutschland            | Selbstladepistole             | P30L         |
| Glock          | Österreich             | Selbstladepistole             | P-80         |
| Benelli        | Italien                | halbautomatische Schrotflinte | M3T Super 90 |
| Heckler & Koch | Deutschland            | Maschinenpistole              | MP5          |
| Diemaco        | Kanada                 | Sturmgewehr                   | C8           |
| SIG-Sauer      | Schweiz                | Scharfschützengewehr          | SSG 3000     |
| RSAF Enfield   | Vereinigtes Königreich | Nicht-tödliche Waffe          | ARWEN 37     |

### Fahrzeuge

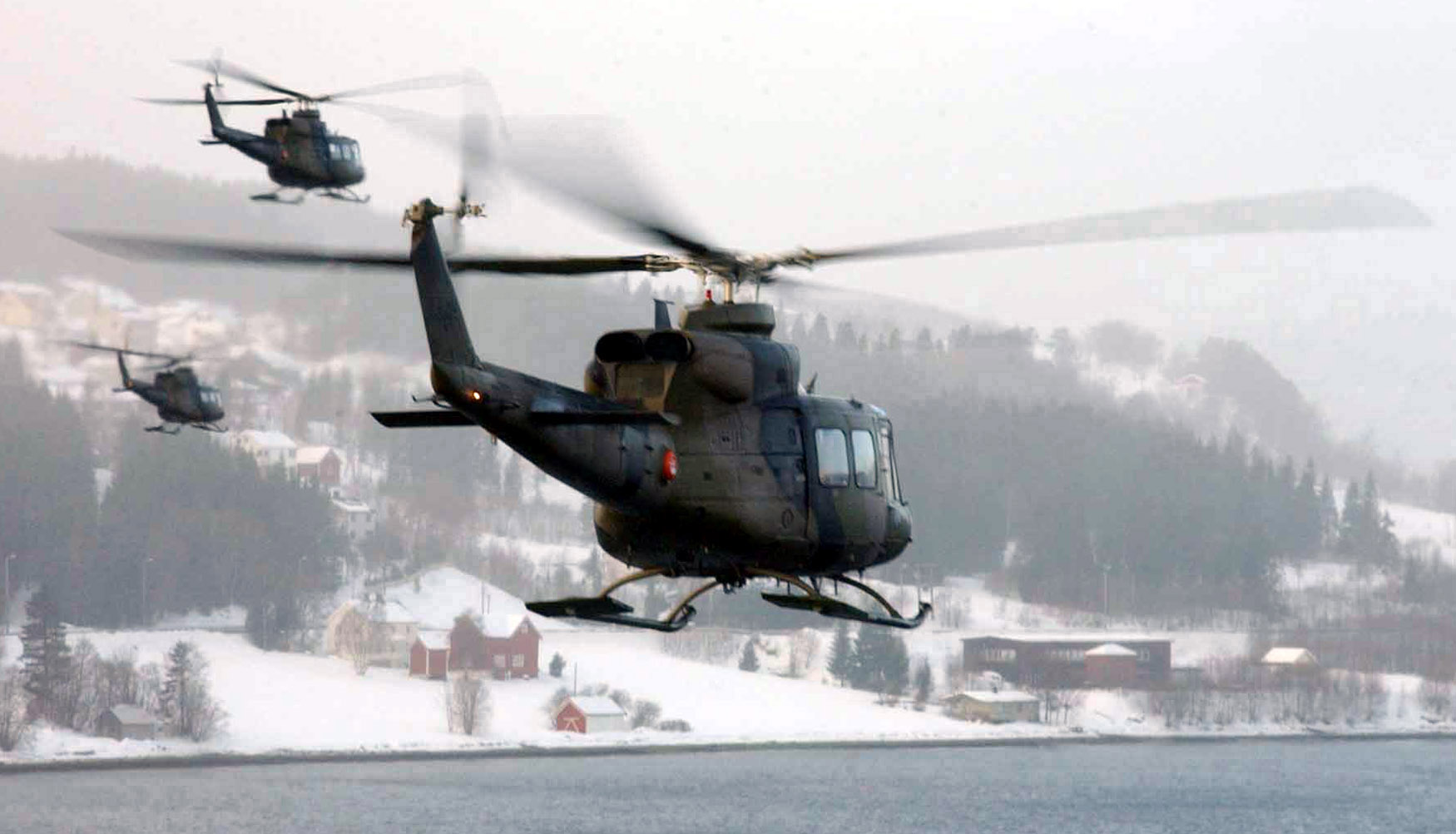
Bell 412 SP der Norwegischen Luftstreitkräfte beim Lufttransport von DELTA

Die Einheit benutzt nicht gekennzeichnete Fahrzeuge vom Typ Mercedes-Benz G-Klasse und BMW X5. Außerdem werden gekennzeichnete und ungekennzeichnete Fahrzeuge vom Typ Chevrolet Suburban und Volvo V70 verwendet. Letztere wurden durch neue Mercedes der M-Klasse (Version 2009) ersetzt.
Beredskapstroppen verfügt über zwei RHIB-Boote, die jeweils mit drei Motoren mit einer Gesamtleistung von 675 PS ausgestattet sind. Bei vollem Treibstofftank kann somit die Strecke zwischen Oslo und Bergen überwunden werden.
Zum Lufttransport benutzt Beredskapstroppen militärische Helikopter vom Typ Bell 412 SP der norwegischen Luftstreitkräfte.

### Sonstiges
Die Mitglieder benutzen spezielle Helmvisiere, die dem Beschuss von 9-mm-Projektilen widerstehen. Diese werden auch von der französischen Spezialeinheit GIGN benutzt. 
Zur weiteren Ausrüstung gehören ABC-Schutzanzüge und ABC-Schutzmasken mit einem geschlossenen Atemsystem sowie moderne Chemikalienmesstechnik, um verschiedene Arten von C-Kampfstoffen und Gasen zu identifizieren und eine individuelle Anpassung des Schutzes nach Gefahr zu ermöglichen.
Taucher der Beredskapstroppen benutzen das geschlossene Tauchsystem von Rebreathern. Offene Systeme haben im verdeckten Einsatz den Nachteil, dass die ausgeatmete Luft an die Oberfläche steigt und durch Blasenbildung den Taucher verrät.
Ihre Uniformen weichen von der im gewöhnlichen norwegischen Polizeivollzugsdienst getragenen ab – anstelle der schwarzen Hosen und blauen Hemden tragen sie schwarze Overalls.

## Personalauswahl
Die Mitglieder der Beredskapstroppen werden aus den verschiedenen Polizeidistrikten rekrutiert. Vor einer Aufnahme erfolgen physische und psychologische Tests, Auswahlgespräche sowie eine Sicherheitsüberprüfung. Die Grundausbildung setzt sich aus einem Sechs-Wochen-Kurs in der Terrorismusbekämpfung, eine Woche Einführungskurs und einem Jahr auf Bewährung in der Truppe zusammen. Die physischen Mindestanforderungen zur Teilnahme an dem Kurs sind wie folgt:
- 3.000 Meter in weniger als 12,5 Minuten
- 50 Situps
- 10 Klimmzüge
- 400 Meter Schwimmen
- 4 Meter Tieftauchen